# Bertil Mauritzon
Bertil Mauritzon, född 9 september 1940 i Malmö, död där i mars 2012, var en svensk grafiker.
Han var utbildad på Målarskolan Forum i Malmö. Mauritzon, som främst var grafiker, intresserade sig särskilt för motiv runt dockteatern. Hans expertis rörande den franska dockteater-traditionen kring dockan Guignol är erkänd bland svenska scenkonstnärer i dockteaterfacket.
Mauritzon är representerad vid bland annat Moderna museet i Stockholm  och Kalmar konstmuseum.